# Noel Herriman
Noel Herriman es un actor australiano.

## Biografía
Su hijo es el actor, escritor y productor australiano Damon Herriman.

## Carrera
En el 2006 interpretó a un cliente en la gasolineria en la miniserie Nightmares & Dreamscapes: From the Stories of Stephen King.
En el 2008 apareció en la película Menzies and Churchill at War donde interpretó a Clement Attlee, un político inglés que formó parte del gabinete de la unidad nacional encabezado por Winston Churchill (Charles 'Bud' Tingwell) como ministro de defensa.
En el 2009 interpretó a John Sibbett, un doctor del hospital Bairnsdale Regional en un episodio de la popular serie australiana Neighbours, anteriormente había aparecido dos veces en la serie en el 2006 como Shane Walker durante el episodio "Licensed to Swill" y en el 2007 dio vida al portero Sid Jones en el episodio "One Steph at a Time".
En el 2012 interpretó a un camarero llamado Ian en el quinto episodio de la segunda temporada de la serie Laid.
En el 2013 apareció como invitado en un episodio de la serie australiana Upper Middle Bogan.
En el 2014 aparecerá en la película Predestination protagonizada por Ethan Hawke donde interpretará al doctor Davis.

## Filmografía[3]
Series de televisión
| Año  | Serie                           | Personaje          | Notas                                                     |
| ---- | ------------------------------- | ------------------ | --------------------------------------------------------- |
| 2013 | Upper Middle Bogan              | Cortador de Césped | episodio "Picture Perfect"                                |
| 2013 | Paper Giants: The Magazine Wars | Vicecónsul         | miniserie                                                 |
| 2012 | Laid                            | Ian                | episodio # 2.5                                            |
| 2010 | Tangle                          | O'Rielly           | episodio # 2.3                                            |
| 2009 | Rush                            | Publicano          | episodio # 2.16                                           |
| 2009 | Thank God You're Here           | Inversor/Vicario   | 2 episodios                                               |
| 2009 | Dirt Game                       | Board              | 2 episodios                                               |
| 2009 | Neighbours                      | Dr. John Sibbett   | episodio # 1.5619                                         |
| 2006 | Nightmares & Dreamscapes        | Cliente            | episodio "You Know They Got a Hell of a Band" - miniserie |
| 2005 | MDA                             | Comisionado        | episodio "A Human Cost: Part 2"                           |

Películas
| Año  | Título                       | Personaje          | Notas |
| ---- | ---------------------------- | ------------------ | --- |
| 2014 | Predestination               | Doctor Davis       | junto a Ethan Hawke, Noah Taylor, Christopher Kirby, Madeleine West & Freya Stafford                           |
| 2013 | The Joe Manifesto            | Victor             | junto a Gregory Pakis, Chloe Gardner, Fiona Macys, Nancy Finn & Emma Moore                                     |
| 2012 | Dangerous Remedy             | Hamilton           | junto a Susie Porter, Maeve Dermody, Peter O'Brien, William McInnes, Nicholas Bell, Gary Sweet & Chris Haywood |
| 2010 | Hawke                        | Conductor de Hawke | junto a Richard Roxburgh, Rachael Blake, Felix Williamson & Asher Keddie                                       |
| 2008 | Monash: The Forgotten Anzac  | McPherson          | junto a Robert Menzies, Zoe Bertram, Nicholas Bell, Ian Bliss & Dennis Coard                                   |
| 2008 | Menzies and Churchill at War | Clement Attlee     | junto a Dennis Coard, Matthew King, Charles 'Bud' Tingwell & Margot Knight                                     |
| 2007 | Ghost Rider                  | Espectador         | junto a Peter Fonda, Nicolas Cage & Eva Mendes                                                                 |
| 2006 | Candy                        | Celebrante         | junto a Heath Ledger, Abbie Cornish & Geoffrey Rush                                                            |
| 2005 | Three Dollars                | Diner              | junto a David Wenham, Sarah Wynter, Christopher Bunworth, David Roberts & Frances O'Connor                     |
| 2005 | Jackpot                      | Bert               | corto - junto a Adrian Woolcock, Martin Copping & Carter Doyle                                                 |
| 2003 | The House of Names           | Supervisor         | corto - junto a Samuel Johnson, Tom Stringer, Carole Yelland & Kim Gyngell                                     |
| 2003 | Stud                         | Detective          | corto - junto a Sarah Ward, Ben Carr, Cath Driscoll & Taina Maleen                                             |

Apariciones
| Año  | Programa            | Notas                                       |
| ---- | ------------------- | ------------------------------------------- |
| 2004 | My Restaurant Rules | episodio "The Cracks Are Beginning to Show" |

Teatro
| Año  | Título                     | Personaje | Director        | Teatro          | Notas                                                               |
| ---- | -------------------------- | --------- | --------------- | --------------- | ------------------------------------------------------------------- |
| 2007 | Shlobaglob                 | Ken Smith | Philip Gould    | -               | junto a Tony Bird, Hamish Gould & Emma Sparrow                      |
| 1988 | The Ghost Train            | -         | Norman Caddick  | Arts Theatre    | junto a Ian Maitland, Barbara Saunders & Mark Zeitz                 |
| 1985 | Dial M for Murder          | -         | Judy Menz       | Royalty Theatre | junto a Michael Edwards, Richard Lane & Ray Owen                    |
| 1984 | Saloon Bar                 | -         | Malcolm Elliott | Arts Theatre    | junto a Anton Elliott, Greg Hay, Geoffrey Peters & Penelope Salenna |
| 1984 | The Dame of Sark           | -         | Loriel Smart    | Arts Theatre    | junto a Phyllis Burford, Don Quin, Bob Vale & Flo Watson            |
| 1982 | The Man Who Came To Dinner | -         | Rob Croser      | Royalty Theatre | junto a Sean Cox, Doug Giles, Steven Lawrence & Kenneth Scott       |
| 1979 | Auntie Mame                | -         | -               | Royalty Theatre | junto a Penny Arnold, David Ashton & Damon Herriman                 |
| 1979 | Play It Again Sam          | -         | Peter Drake     | Arts Theatre    | junto a Roslyn Anderson, Lorraine Foster & Susie Small              |
| 1979 | Night Watch                | -         | Leo Heffernan   | Arts Theatre    | junto a Tony Allison, Craig Monahan, Ann Peters & John Williams     |
| 1978 | Panic Stations             | -         | Graham Duckett  | Arts Theatre    | junto a Phyllis Burford, Delma Cannon, Glen Jessop & Michael Speers |